# Первоавгустовский
Первоавгустовский — посёлок в Дмитриевском районе Курской области России. Центр сельского поселения Первоавгустовский сельсовет.

## История
В 1865 году в селе Дерюгино был построен сахарный завод. С 1898 года Дерюгинский сахарный завод принадлежал великому князю Михаилу Александровичу Романову. Кроме сахарного завода в Дерюгино работали винокуренный завод, бумажная фабрика, паровой лесопильный завод, мельницы. 2-го мая 1918 года предприятия были национализированы.
В 1920-х годах завод перевели на новое техническое оборудование, часть которого ввозилось из-за границы, так же были подвергнуты реконструкции сами корпуса завода и была расширена его территория. Расширение завода потребовало привлечения новых работников. Для их проживания на левом берегу заводского пруда, в 1924 году началось строительство рабочего посёлка. Вела работу строительно — кооперативная бригада «Жилстрой». На этой же территории был организован кирпичный мини-завод. За время строительства было возведено 53 дома, 115 квартир. Дома строились двухквартирные и одноквартирные. Население составляло 3,5 тысячи человек. В 1930 году Дерюгино получил статус посёлка городского типа.
До 1935 года территория жилстроя именовалась «Советская заря». Дата сдачи первого дома совпала с 7 конгрессом 3 Коммунистического Интернационала, на котором было принято постановление считать 1 августа Международным днем борьбы против империалистической войны, и поэтому поселок в 1935 году был переименован в поселок Первоавгустовский, к которому также отошли части территории Дерюгинского и Бычковского сельсоветов. Образовался поселок городского типа и поселковый совет. Вся территория поселка была разбита на 24 улицы.
К этому моменту в посёлке действовали сахарный завод, завод лимонной кислоты и производство бумажной фабрики имени Парижской коммуны, работала амбулаторная больница, аптека, ветлечебница, лесопилка, МТС, мельница, комбинат по переработке молочной продукции, Первоавгустовская средняя школа, дом культуры, библиотека.
С началом Великой Отечественной войны на фронт из посёлка ушло более 300 человек. В связи с приближением фронта к Курской области 16 сентября 1941 года областной комитет партии дал указание о строительстве военно — оборонительных сооружений, оказании всесторонней помощи фронту, создании партизанских отрядов. В 1941 году Дерюгинский сахарный завод был частично эвакуирован в Сибирь, оборудование которое не удалось вывезти, рабочие в срочном порядке опустили на дно заводского пруда. В механических мастерских Дерюгинского сахарного завода был организован ремонт ремонт боевой техники, а в здании участковой больницы разместился военный госпиталь.
Во время оккупации на территории посёлка действовала подпольная антифашистскую группу. Среди них были вчерашние ученики Первоавгустовской средней школы: Вера Терещенко, Женя Лакеев, Саша Губернаторов, Женя Луговская и др.. 3 марта 1943 года поселок был освобожден от немецко-фашистских захватчиков.
Разрушенный в годы войны сахарный завод был восстановлении запущен в 1947 году.
10 февраля 1989 года сгорела бумажная фабрика. В конце 1990-х — начале 2000-х годов остановились сахарный завод и завод лимонной кислоты. В 2004 году Первоавгустовский стал сельским населённым пунктом — посёлком. Промышленное производство представлено только хлебопекарней и молочным цехом.

## Население
| 1959 | 1970  | 1979  | 1989  | 2002  | 2010  |
| ---- | ----- | ----- | ----- | ----- | ----- |
| 3039 | ↗3320 | ↘2872 | ↘2513 | ↘1716 | ↘1606 |